# Alamanno Adimari

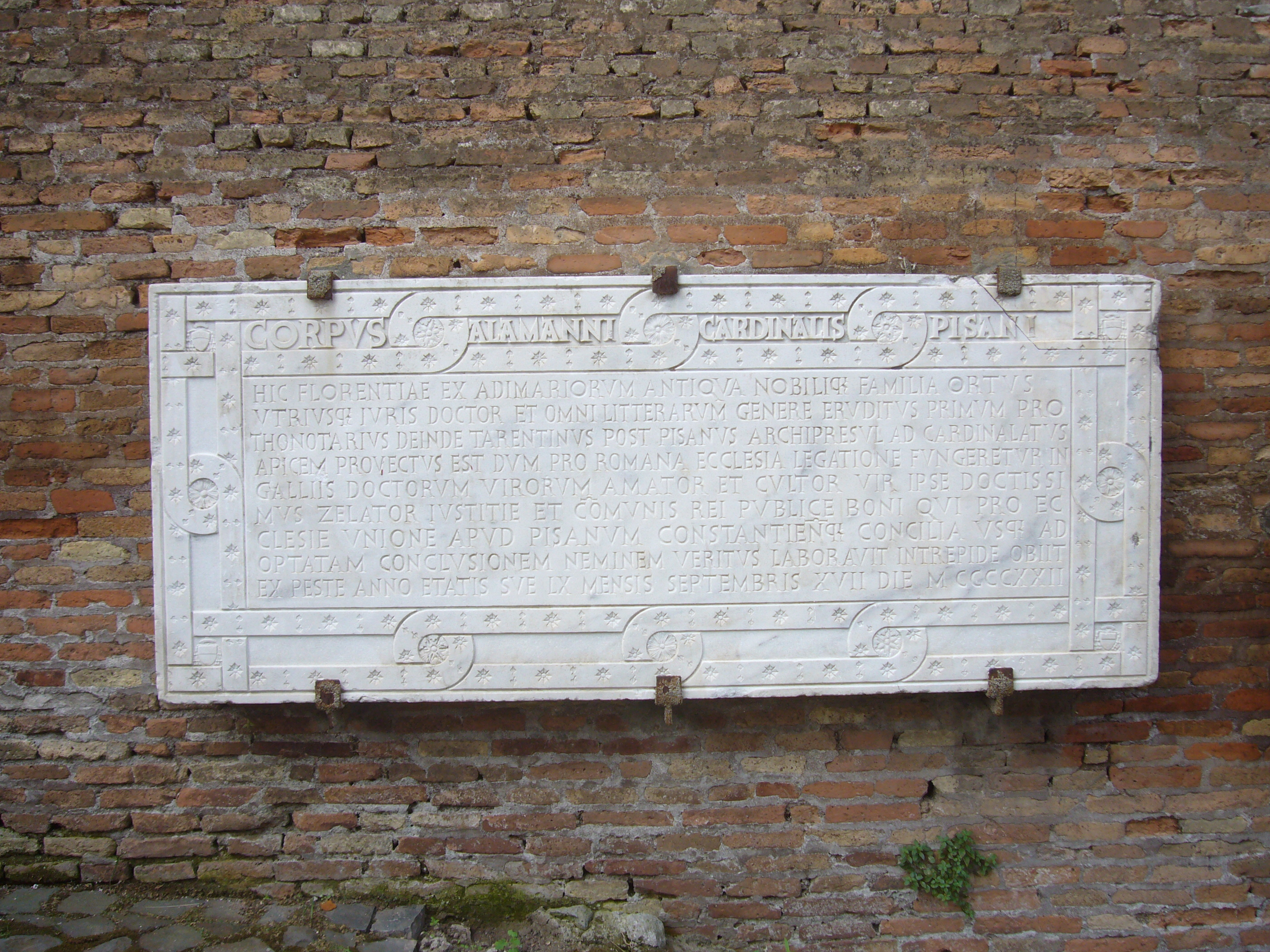
Lapide del cardinale Adimari a S. Francesca Romana, oggi murata sul fianco della chiesa.

Alamanno Adimari (Firenze, 1362 – Tivoli, 17 settembre 1422) è stato un arcivescovo cattolico italiano e pseudocardinale nominato dall'antipapa Giovanni XXIII.

## Biografia
Nato a Firenze, apparteneva alla nobile famiglia degli Adimari. Era dottore in utroque iure, canonico del duomo e pievano di Santo Stefano a Modigliana. Fu malvisto dalla Signoria per via della sua famiglia troppo potente.
Nel 1400 fu nominato vescovo di Firenze da papa Bonifacio IX, ma non riuscendo a prendere possesso di quella diocesi, l'anno successivo fu trasferito alla chiesa arcivescovile di Taranto. Nel 1406 viene mandato quale arcivescovo a Pisa. Rimarrà alla guida di tale arcidiocesi fino al 1411. Durante tale periodo, nel 1409, si svolse il Concilio di Pisa.
Fu creato cardinale ("pseudocardinale") dall'antipapa Giovanni XXIII il 6 giugno 1411. Il Pontefice lo investì della legazione nelle Gallie col privilegio di concedere la festa di san Giuseppe a tutte le città e province soggette alla sua legazione.
Si recò quindi in Spagna, per restituire quel regno all'unità della Chiesa Romana, da cui si era diviso obbedendo all'antipapa Benedetto XIII. Papa Martino V lo fece arciprete della basilica Vaticana e lo incaricò di un nuovo viaggio in Aragona, per tentare di ridurre a più saggi consigli l'antipapa Benedetto XIII. Nel 1422, durante il suo viaggio di ritorno, si ammalò di peste e morì in Tivoli. Venne sepolto nella chiesa di Santa Maria Nuova di Roma. Salvino Salvini ne scrisse la vita.